# Richard Sseruwagi
Richard Kaigoma Sseruwagi es un actor y músico ugandés residente en Suecia. Es más conocido participación en la película sueca While We Live.

## Biografía
Nació el 8 de agosto de 1954 en Matanga, Masaka, Uganda. Estudió en la Academia de Teatro Abafumi en Kampala, Uganda.

## Carrera profesional
Participó en el teatro sueco durante muchos años y poco a poco, se convirtió en un actor popular en Suecia, particularmente con la serie dramática Tre Kronor (Tres coronas) que le abrió las puertas a su carrera cinematográfica.
En el 2019 actuó en la película tunecina While We Live dirigida por Dani Kouyaté. La película recibió elogios de la crítica y se proyectó en varios festivales de cine. También fue la ganadora del premio a la Mejor Película de un africano residente en el extranjero en los Premios de la Academia de Cine de África en Lagos, Nigeria.

## Filmografía
| Año          | Título                                             | Rol                    | Tipo                    | Ref. |
| ------------ | -------------------------------------------------- | ---------------------- | ----------------------- | ---- |
| 1993         | Speak Up! It's So Dark...                          | Refugiado              | Película                |      |
| 1996         | Tre kronor                                         | Salongo Sali           | Serie de televisión     |      |
| 1996         | The White Lioness                                  | Tsiki                  | Película                |      |
| 2005         | The Laser Man                                      | Charles Mutero         | Miniserie de televisión |      |
| 2007         | Köra runt                                          |                        | Cortometraje            |      |
| 2009         | Familjen Babajou                                   | Tío Jacob              | Serie de televisión     |      |
| 2009         | På Perrongen                                       | Brunost54              | Cortometraje            |      |
| 2011         | Arne Dahl: Misterioso                              | Kimbareta Makanga      | Miniserie de televisión |      |
| 2012         | Äkta människor                                     | Läkare                 | Serie de televisión     |      |
| 2015         | 100 Code                                           | Detective 2            | Serie de televisión     |      |
| 2015         | Beck                                               | Imam Ali Yousuf Boudin | Serie de televisión     |      |
| 2015         | The Prosecutor the Defender the Father and His Son | Tercer juez            | Película                |      |
| 2016         | Springfloden                                       | Mikael Florén          | Serie de televisión     |      |
| 2016         | While We Live                                      | Sekou                  | Película                |      |
| 2018         | Dansa först                                        | Abuelo George          | Película                |      |
| 2018         | Alone in Space                                     | General Frank Harrison | Película                |      |
| 2021         | Successful Thawing of Mr. Moro                     | Milo Moro              | Cortometraje            |      |
| 2021         | Änglavakt                                          | Patrice                | Serie de televisión     |      |
| 2021         | Notes                                              | Neighbor               | Cortometraje            |      |
| Sin estrenar | Andra akten                                        | Tyson                  | Película                |      |
| Sin estrenar | Att Rädda En Pojke                                 | Abdi                   | Película                |      |